# Urs
Urs település Franciaországban, Ariège megyében. Lakosainak száma 27 fő (2022. január 1.). Urs Appy, Axiat, Garanou, Lassur, Lordat és Vèbre községekkel határos.

## Népesség
A település népessége az elmúlt években az alábbi módon változott:
| Lakosok száma | 39   | 33   | 30   | 38   | 35   | 36   | 33   | 29   | 28   | 27   |
|               | 1968 | 1982 | 1990 | 2006 | 2013 | 2015 | 2017 | 2019 | 2020 | 2022 |